# Veronica viscosa
Veronica viscosa är en grobladsväxtart som beskrevs av Pierre Edmond Boissier. Veronica viscosa ingår i släktet veronikor, och familjen grobladsväxter. Inga underarter finns listade i Catalogue of Life.